# KBS 제1FM
KBS 제1FM(KBS 클래식FM, KBS Classic FM)은 대한민국의 방송국 한국방송공사에서 운영・방송하는 클래식 음악, 국악 전문 라디오 채널이다. 1979년 4월 2일에 개국하였다.

## 개요
KBS 제1FM은 클래식 음악이 대부분의 편성을 차지하며, 이외에 대한민국 가곡과 국악 및 재즈를 편성한다. 대부분 프로그램이 멘트를 최소화하고 음악 위주로 보내는 것이 특징이며, 각종 멘트들은 음반 소개와 아티스트들의 인터뷰 위주로 하고 있다.
다른 라디오 채널을 통해서 방송되는 프로그램들은 송출과정에서 음 보정 및 컴프레싱 장비를 거치면서 음을 보정시키거나 일부 음을 증폭하여 송출하기도 하지만, KBS 제1FM을 통해 나가는 프로그램들은 어떠한 음 보정 작업을 거치지 않고 방송한다. 이유는 주 청취자들인 클래식 음악 애청자들이 음원의 음질에 아주 민감하여 음원이 보정 작업 등으로 왜곡되는 것에 매우 반대하기 때문이다.
지역국의 지역FM은 본사에서 클래식FM(1FM)으로 취급하며 KBS 본사의 정책으로 쿨FM(2FM)과 혼합하여 편성하였으나, 광고가 금지되어 있다는 특성 때문에 쿨FM의 광고가 허용된 2001년 말 이후에는 대거 감축되어 사실상 수도권 이외 지역에서는 아침 6시의 굿모닝 팝스 외엔 모두 클래식FM의 프로그램이 나갔었다. 그러나 2017년 2월 6일부터 굿모닝 팝스가 KBS 해피FM에서 동시방송을 실시함에 따라 지역국 제1FM에서의 방송이 중단됨과 더불어 기존 클래식FM 프로그램인 새아침의 클래식이 전국적으로 송출되면서 비로소 완전한 전국화가 성사되었다.

## 특징
1979년 4월 2일에 KBS FM이라는 라디오를 개국을 했고, 1980년 12월 1일에 언론통폐합으로 인해서 KBS FM이 KBS 제1FM으로 변경을 하였다. 1980년 12월 1일에 언론통폐합으로 인해 KBS FM이 KBS 제1FM으로 바귀었고, 1981년 3월 7일부터 광고방송(상업광고방송)을 재개했다. 1FM의 채널은 1981년부터 1994년까지 13년동안 광고업무를 했고, 1994년 9월 30일에 마지막으로 광고방송(상업광고방송)을 송출을 했다.1994년 10월 1일부터 수신료징수제도개선을 계기로 광고방송(상업광고방송)을 전면 폐지를 하게 되었다. 공익광고방송 이외에 광고방송(상업광고방송)을 일절 내보내지 않았고 이는 현재까지 이어져 오고 있다. 광고방송(상업광고방송)을 하지 않는 것은 수신료로 운영되기 때문이다. 광고방송(상업광고방송)은 하지 않고 공익광고방송만 하고 있다.

## 방송 시보 멘트 변천 과정
| “ | 좋은 방송 밝은 내일 KBS가 잠시후 5시를 알려드립니다. FM 93.1MHz KBS 제1FM 방송입니다. | ” |
|   | — 새벽 5시 시보                                                                       |   |

| “ | 좋은 방송 밝은 내일 KBS가 OO시를 알려드립니다. FM 93.1MHz KBS 제1FM입니다. | ” |

| “ | 음악으로 행복을 KBS가 OO시를 알려드립니다. FM 93.1MHz KBS 클래식 FM입니다. | ” |

| “ | 클래식을 더 가까이 KBS가 OO시를 알려드립니다. FM 93.1MHz KBS 클래식 FM입니다. | ” |

| “ | 좋은 방송 밝은 내일 KBS가 OO시를 알려드립니다. FM 93.1MHz KBS 클래식 FM입니다. | ” |

| “ | 클래식을 더 가까이 KBS가 OO시를 알려드립니다. FM 91.1MHz KBS 춘천 클래식 FM입니다. | ” |

| “ | 좋은 방송 밝은 내일 KBS가 OO시를 알려드립니다. 강릉FM 89.1MHz, (태백)FM 97.3 MHz, KBS 강릉 FM방송입니다. | ” |

| “ | 좋은 방송 밝은 내일 KBS가 OO시를 알려드립니다.FM 89.5MHz KBS 원주 FM방송입니다. | ” |

| “ | 좋은 방송, 밝은 내일 KBS가 정시를 알려드립니다. FM 94.1 MHz, KBS 청주 FM방송입니다. | ” |

| “ | 좋은 방송, 밝은 내일 KBS가 잠시후 정시를 알려드립니다. FM 98.5MHz, KBS 대전 FM방송입니다. | ” |

| “ | FM 92.3MHz KBS광주 FM방송입니다. HLKL. 좋은 방송, 밝은 내일 KBS가 잠시후 정시를 알려드립니다. | ” |

| “ | FM 89.7MHz KBS대구 FM방송입니다. 좋은 방송, 밝은 내일 KBS가 잠시후 정시를 알려드립니다. | ” |

| “ | 좋은 방송, 밝은 내일 KBS가 잠시후 정시를 알려드립니다. FM 93.9MHz, KBS 창원 FM방송입니다. | ” |

| “ | FM 101.9/100.3MHz, KBS 울산/충주FM방송입니다. | ” |

## 연혁
- 1979년 4월 2일 - KBS FM 방송 시작 (초단파 93.1MHz), KBS 음악실 방송 시작.
- 1980년 12월 1일 - 새벽 0시를 기해(자정을 기해) 언론통폐합으로 TBC FM을 흡수하면서 KBS FM을 KBS 제1FM방송으로 개칭. 서양 클래식 등의 고전음악 전문 채널로 전환.
- 1981년 3월 6일 : KBS 제1라디오와 같이 광고방송(상업광고방송) 실시 준비.
- 1981년 3월 7일 : KBS 제1라디오와 광고방송(상업광고방송) 재개.
- 1982년 : 당신의 밤과 음악 방송 시작.
- 1986년 4월 28일 : 정다운 가곡 방송 시작.
- 1989년 4월 2일 : KBS 음악실 방송 10주년.
- 1991년 4월 2일 : KBS 음악실 방송 12주년.
- 1991년 11월 4일 : 노래의 날개 위에 방송 시작.
- 1992년 : 당신의 밤과 음악 방송 10주년.
- 1994년 : 당신의 밤과 음악 방송 12주년.
- 1994년 4월 2일 : KBS 음악실 방송 15주년.
- 1994년 4월 4일 : FM 풍류마을 방송 시작.
- 1994년 9월 30일 : KBS 제1라디오와 같이 광고방송(상업광고방송)을 마지막으로 송출.
- 1994년 10월 1일 : 남산 송신소 ~ 여의도 연주소 간 전용회선망(STL) 디지털화 (APT-X 코덱 사용) 전환. KBS 제1라디오와 수신료징수제도개선을 계기로 광고방송(상업광고방송) 폐지.
- 1996년 4월 28일 : 정다운 가곡 방송 10주년.
- 1997년 : 당신의 밤과 음악 방송 15주년.
- 1998년 4월 28일 : 정다운 가곡 방송 12주년.
- 1999년 4월 2일 : KBS 음악실 방송 20주년.
- 2001년 4월 28일 : 정다운 가곡 방송 15주년.
- 2001년 11월 4일 : 노래의 날개 위에 방송 10주년.
- 2002년 : 당신의 밤과 음악 방송 20주년.
- 2002년 4월 1일 : 세상의 모든 음악 방송 시작.
- 2002년 10월 21일 : 명연주 명음반, FM 음악여행 방송 시작, 부산KBS 클래식FM 뮤직데이트 방송 시작.
- 2002년 12월 30일 : 창원KBS 클래식FM 신유진의 FM광장 방송 시작.
- 2003년 11월 4일 : 노래의 날개 위에 방송 12주년.
- 2004년 4월 4일 : FM 풍류마을 방송 10주년.
- 2004년 10월 18일 : 대구KBS 클래식FM 노래의 날개 위에, 원주KBS 클래식FM 파워대행진 방송 시작.
- 2005년 5월 2일 : 대전KBS 클래식FM 배유선의 음악이 있는 곳에 방송 시작.
- 2005년 10월 24일 : 음악풍경 방송 시작.
- 2005년 10월 31일 : 창원KBS 클래식FM 11시의 음악실 방송 시작.
- 2006년 4월 4일 : FM 풍류마을 방송 12주년.
- 2006년 4월 28일 : 정다운 가곡 방송 20주년.
- 2006년 11월 4일 : 노래의 날개 위에 방송 15주년.
- 2007년 4월 16일 : KBS 제1FM방송의 애칭을 "KBS 클래식FM(Classic FM)"[2]으로 명명, 강릉KBS 클래식FM 흐르는 음악처럼 방송 시작.
- 2007년 : KBS 제2FM방송과 함께 주 송신소를 남산 송신소에서 롯데호텔월드 송신소로 이전.
- 2008년 5월 12일 : 대전KBS 클래식FM 내 마음의 클래식 방송 시작.
- 2008년 11월 16일 : 대전KBS 클래식FM 내 마음의 클래식 방송 폐지.
- 2008년 11월 17일 : 대전KBS 클래식FM 전유미의 영화음악 방송 시작.
- 2009년 : 개국 30주년 기념으로 베토벤 피아노 협주곡 전곡 실황 중계.
- 2009년 4월 2일 : KBS 음악실 방송 30주년.
- 2009년 4월 4일 : FM 풍류마을 방송 15주년.
- 2009년 4월 26일 : 대전KBS 클래식FM 전유미의 영화음악 방송 폐지.
- 2009년 4월 27일 : 대전KBS 클래식FM 뮤직 Plus, 부산KBS 클래식FM 뮤직데이트, 광주KBS 클래식FM 오후의 풍경과 음악 방송 시작.
- 2010년 12월 31일 : FM 우리가곡, 음악풍경 연말 방송 폐지.
- 2011년 1월 1일 : FM 음반 가이드 신묘년 새해 첫날, 방송 시작.
- 2011년 1월 2일 : 대전KBS 클래식FM 뮤직 Plus 방송 폐지.
- 2011년 1월 3일 : 울산KBS 클래식FM 노래하는 오후 4시 방송 시작.
- 2011년 11월 4일 : 노래의 날개 위에 방송 20주년.
- 2011년 11월 7일 : 대구KBS 클래식FM 음악과 음악 사이 방송 시작.
- 2012년 : 당신의 밤과 음악 방송 30주년.
- 2012년 4월 1일 : 세상의 모든 음악 방송 10주년.
- 2012년 6월 4일 : 울산KBS 클래식FM 즐거운 음악여행 방송 시작.
- 2012년 6월 29일 : 창원KBS 클래식FM 11시의 음악실 방송 폐지.
- 2012년 10월 21일 : 명연주 명음반 방송 10주년.
- 2012년 11월 5일 : 창원KBS 클래식FM 11시의 음악실 방송 재개.
- 2013년 4월 7일 : 동창이 밝았느냐 방송 폐지, 대전KBS 클래식FM 배유선의 음악이 있는 곳에 방송 폐지.
- 2013년 4월 8일 : 대전KBS 클래식FM 오후의 음악산책 방송 시작.
- 2014년 4월 1일 : 세상의 모든 음악 방송 12주년.
- 2014년 4월 4일 : FM 풍류마을 방송 20주년.
- 2014년 10월 21일 : 명연주 명음반 방송 12주년.
- 2014년 12월 28일 : FM 음반 가이드 연말 방송 폐지.
- 2014년 12월 31일 : FM 음악여행, 밤의 실내악 연말 방송 폐지.
- 2015년 1월 1일 : 밤처럼 고요하게, 춘천KBS 클래식FM 행복한 오후 그대와 함께, 강릉KBS 클래식FM 라디오재즈카페 을미년 새해 첫날, 방송 시작.
- 2016년 4월 28일 : 정다운 가곡 방송 30주년.
- 2016년 12월 30일 : 밤처럼 고요하게 연말 방송 폐지.
- 2017년 2월 6일 : 새아침의 클래식 전국 방송 개시.
- 2017년 4월 1일 : 세상의 모든 음악 방송 15주년.
- 2017년 10월 21일 : 명연주 명음반 방송 15주년.
- 2018년 5월 27일 : 흥겨운 한마당 방송 폐지.
- 2018년 9월 7일 : 창원KBS 클래식FM 신유진의 FM광장 방송 폐지.
- 2018년 9월 28일 : 울산KBS 클래식FM 즐거운 음악여행 방송 폐지.
- 2018년 10월 7일 : 대전KBS 클래식FM 오후의 음악산책 방송 폐지.
- 2018년 12월 14일 : 춘천KBS 클래식FM 행복한 오후 그대와 함께 방송 폐지.
- 2019년 3월 4일 : 춘천KBS 클래식FM 커피앤 클래식 방송 시작.
- 2019년 4월 2일 : KBS 음악실 방송 40주년.
- 2020년 5월 1일 : 울산KBS 클래식FM 노래하는 오후 4시 방송 폐지.
- 2021년 4월 1일 : 강릉KBS 클래식FM 라디오재즈카페 방송 폐지.
- 2021년 8월 29일 : 대구KBS 클래식FM 노래의 날개 위에 방송 폐지.
- 2021년 8월 30일 : 대구KBS 클래식FM 아름다운 오후, 네시입니다 방송 시작.
- 2021년 11월 4일 : 노래의 날개 위에 방송 30주년.
- 2022년 : 당신의 밤과 음악 방송 40주년.
- 2022년 4월 1일 : 세상의 모든 음악 방송 20주년.
- 2022년 4월 29일 : 부산KBS 클래식FM 뮤직데이트 방송 폐지.
- 2022년 10월 21일 : 명연주 명음반 방송 20주년.
- 2023년 3월 5일 : 대구KBS 클래식FM 음악과 음악 사이 방송 폐지.
- 2023년 9월 8일 : 시청자 참여형 라이브 라디오 스튜디오 개소
- 2024년 4월 4일 : FM 풍류마을 방송 30주년.
- 2024년 5월 10일 : 춘천KBS 클래식FM 커피앤 클래식 방송 폐지, 강릉KBS 클래식FM 흐르는 음악처럼 방송 폐지.
- 2024년 5월 13일 : 춘천KBS 클래식FM 재즈 & 클래식 방송 시작, 강릉KBS 클래식FM 재즈 & 클래식 방송 시작.
- 2024년 11월 15일 : 광주KBS 클래식FM 오후의 풍경과 음악 방송 폐지.
- 2024년 11월 18일 : KBS 클래식FM을 부산, 울산, 광주, 전주, 제주를 본사 방송으로 확대.
- 2024년 12월 30일 : 세상의 모든 음악 DJ 전기현 매일 방송 재개.
- 2025년 1월 24일 : 원주KBS 클래식FM 파워대행진 방송 폐지.
- 2025년 4월 4일 : 춘천KBS 클래식FM 재즈 & 클래식 방송 폐지, 강릉KBS 클래식FM 재즈 & 클래식 방송 폐지.
- 2025년 4월 7일 : 춘천KBS 클래식FM 음악이 흐르는 오후 방송 시작, 강릉KBS 클래식FM 재즈라디오 팔구일 방송 시작.

## 방송 편성
KBS 클래식FM의 방송 프로그램은 진행자가 개편을 통하여 간혹 바뀌기는 하지만 제목과 프로그램 내용은 거의 변경되지 않는다는 점에서 일반 방송과는 차별성을 보인다. 예를 들어 《출발 FM과 함께》, 《가정음악》, 《노래의 날개 위에》, 《FM 실황음악》, 《정다운 가곡》, 《FM 풍류마을》 모두 20년에서 30년 이상 그 시간대에 방송되어 온 프로그램이다.
그러던 것이 2009년 봄 개편으로, 심야 프로그램의 시간과 순서가 대폭 변경되었다. 기존의 《FM 실황음악》이 연주회 실황특집 방송을 위하여 오후 8시에 배치되었던 것이, 저녁 8시에 《클래식 산책》이 신규로 생기면서 각각 2시간씩 뒤로 배치되었다. 따라서 그동안 밤 10시에 방송된 《당신의 밤과 음악》은 익일 밤 12시에 방송된 《음악풍경》과 《재즈수첩》이 오전 2시로 배치되었으며, 새벽 1시부터 3시까지 방송된 《음악의 향기》는 폐지되었다.
그러다가 2011년 1월 개편으로, 원래 밤 12시에 방송되었던 《당신의 밤과 음악》은 밤 10시로, 원래 새벽 2시에 방송되었던 《음악풍경》과 《재즈수첩》은 밤 12시로 복귀하였다. 원래 밤 10시에 방송되던 《FM 실황음악》은 다시 저녁 8시로 복귀하였고, 《출발 FM과 함께》를 진행했던 신윤주 아나운서는 낮 시간대(오전 9시 ~ 오후 5시)의 프로그램인 《KBS 음악실》로 이동하였다. 현재는 오전 9시에 《가정음악》을 진행하고 있다.

## 방송 시간
| 방송 채널    | 연도   | 방송 시작 시간 | 방송 종료 시간 | 비고 |
| ------------ | ------ | -------------- | -------------- | ---- |
| KBS 클래식FM | 1979년 | 05:00          | 02:00          |      |
| KBS 클래식FM | 1996년 | 05:00          | 05:00          |      |

## 방송 프로그램 (편성표)
2025년 4월 7일 기준 
| 매일 05:00                     | 국악의 향기                       | 전국방송 | 전국방송 | 전국방송 | 전국방송 | 전국방송 | 전국방송 | 전국방송 | 전국방송 | 전국방송 | 전국방송 | 전국방송 | 전국방송 | 전국방송 | 전국방송 | 전국방송 | 전국방송 | 전국방송 |
| 매일 06:00                     | 새아침의 클래식                   | 전국방송 | 전국방송 | 전국방송 | 전국방송 | 전국방송 | 전국방송 | 전국방송 | 전국방송 | 전국방송 | 전국방송 | 전국방송 | 전국방송 | 전국방송 | 전국방송 | 전국방송 | 전국방송 | 전국방송 |
| 매일 07:00                     | 출발 FM과 함께                    | 전국방송 | 전국방송 | 전국방송 | 전국방송 | 전국방송 | 전국방송 | 전국방송 | 전국방송 | 전국방송 | 전국방송 | 전국방송 | 전국방송 | 전국방송 | 전국방송 | 전국방송 | 전국방송 | 전국방송 |
| 매일 09:00                     | 신윤주의 가정음악                 | 전국방송 | 전국방송 | 전국방송 | 전국방송 | 전국방송 | 전국방송 | 전국방송 | 전국방송 | 전국방송 | 전국방송 | 전국방송 | 전국방송 | 전국방송 | 전국방송 | 전국방송 | 전국방송 | 전국방송 |
| 매일 11:00                     | KBS 음악실                        | o        | o        | X        | X        | o        | X        | X        | o        |          |          |          |          |          |          |          |          |          |
| 매일 12:00                     | 생생 클래식                       | 전국방송 | 전국방송 | 전국방송 | 전국방송 | 전국방송 | 전국방송 | 전국방송 | 전국방송 | 전국방송 | 전국방송 | 전국방송 | 전국방송 | 전국방송 | 전국방송 | 전국방송 | 전국방송 | 전국방송 |
| 매일 14:00(본) 매일 03:00(재)  | 명연주 명음반                     | 전국방송 | 전국방송 | 전국방송 | 전국방송 | 전국방송 | 전국방송 | 전국방송 | 전국방송 | 전국방송 | 전국방송 | 전국방송 | 전국방송 | 전국방송 | 전국방송 | 전국방송 | 전국방송 | 전국방송 |
| 매일 16:00(본) 월~토 00:00(재) | 노래의 날개 위에(재방만 전국방송) | X        | X        | X        | o        | X        | X        | o        | X        |          |          |          |          |          |          |          |          |          |
| 매일 17:00                     | FM 풍류마을                       | 전국방송 | 전국방송 | 전국방송 | 전국방송 | 전국방송 | 전국방송 | 전국방송 | 전국방송 | 전국방송 | 전국방송 | 전국방송 | 전국방송 | 전국방송 | 전국방송 | 전국방송 | 전국방송 | 전국방송 |
| 매일 18:00(본) 매일 01:00(재)  | 세상의 모든 음악 전기현입니다     | 전국방송 | 전국방송 | 전국방송 | 전국방송 | 전국방송 | 전국방송 | 전국방송 | 전국방송 | 전국방송 | 전국방송 | 전국방송 | 전국방송 | 전국방송 | 전국방송 | 전국방송 | 전국방송 | 전국방송 |
| 매일 20:00                     | FM 실황음악                       | 전국방송 | 전국방송 | 전국방송 | 전국방송 | 전국방송 | 전국방송 | 전국방송 | 전국방송 | 전국방송 | 전국방송 | 전국방송 | 전국방송 | 전국방송 | 전국방송 | 전국방송 | 전국방송 | 전국방송 |
| 평일 21:40                     | 정다운 가곡                       | 전국방송 | 전국방송 | 전국방송 | 전국방송 | 전국방송 | 전국방송 | 전국방송 | 전국방송 | 전국방송 | 전국방송 | 전국방송 | 전국방송 | 전국방송 | 전국방송 | 전국방송 | 전국방송 | 전국방송 |
| 매일 22:00                     | 당신의 밤과 음악                  | 전국방송 | 전국방송 | 전국방송 | 전국방송 | 전국방송 | 전국방송 | 전국방송 | 전국방송 | 전국방송 | 전국방송 | 전국방송 | 전국방송 | 전국방송 | 전국방송 | 전국방송 | 전국방송 | 전국방송 |
| 일요일 00:00                   | 재즈수첩                          | 전국방송 | 전국방송 | 전국방송 | 전국방송 | 전국방송 | 전국방송 | 전국방송 | 전국방송 | 전국방송 | 전국방송 | 전국방송 | 전국방송 | 전국방송 | 전국방송 | 전국방송 | 전국방송 | 전국방송 |

- 굵은 글씨는 재방송까지 하는 프로그램을 나타낸다.

본방송시간 : 오전 5:00 ~ 밤 00:00(평일:19시간, 주말:20시간), 재방시간대 : 밤 00:00(주말은 1시부터) ~ 새벽 04:53

## 비고
- KBS 강릉, 대전, 충주, 창원은 평일 오전 11시 음악 프로그램이 있으며 KBS 춘천, 원주, 강릉, 청주, 충주, 대구는 평일 오후 4시 음악 프로그램이 있다.
- KBS 포항, 안동, 진주는 FM주파수가 있으나, 로컬프로가 없어 각각 대구, 창원 FM방송의 중계소 역할을 하고 있는 중이다.
- 국악의 향기, 새아침의 클래식, 출발 FM과 함께, 가정음악, 생생 클래식, 명연주 명음반, FM 풍류마을, 세상의 모든 음악, FM 실황음악, 정다운 가곡, 당신의 밤과 음악, 재즈수첩은 전국방송이며 재방송 시간은 평일 자정부터 5시까지, 주말 새벽 1시부터 5시까지이다. (평일 재방 프로그램 : 《노래의 날개 위에》, 《세상의 모든 음악 전기현입니다》, 《명연주 명음반》)
- 클래식FM 취급 지역국은 춘천, 강릉, 원주, 대전, 청주, 충주, 부산, 창원, 대구, 광주, 목포, 전주만 존재하며 나머지 지역총국은 주말에 지역방송이 없다.
- 전주, 제주, 울산[5], 부산[6], 광주 (목포, 순천)[7]는 본사 방송이 그대로 나간다. (총 5개)
- 단, 시보 없는 날은 아침 8시, 아침 10시, 낮 1시, 오후 3시, 저녁 7시, 밤 9시, 밤 11시, 새벽 2시, 새벽 4시이다. (총 9개)
- 단, 저녁과 새벽은 모두 전국방송이다.

## 주파수
| 방송국               | 호출부호 | 송신소              | 주파수      | 출력 | 송신소 위치                        | 비고      |
| -------------------- | -------- | ------------------- | ----------- | ---- | ---------------------------------- | --------- |
| KBS 제1FM (클래식FM) | HLKA-FM  | 롯데호텔월드 송신소 | FM 93.1㎒   | 10kW | 서울특별시 송파구 잠실동 240       | [ 8 ]     |
| KBS춘천클래식FM      | HLKM-FM  | 화악산 송신소       | FM 91.1㎒   | 5kW  | 경기 가평군 북면 화악2리 산218-2   | [ 9 ]     |
| KBS원주FM            | HLCW-FM  | 백운산 송신소       | FM 89.5MHz  | 3kW  | 강원 원주시 판부면 서곡리 산166    | [ 10 ]    |
| KBS원주FM            | HLCW-FM  | 영월 중계소         | FM 97.3㎒   | 100W | 강원 영월군 영월읍 팔괘리 산237    |           |
| KBS강릉FM            | HLKR-FM  | 괘방산 송신소       | FM 89.1㎒   | 5kW  | 강원 강릉시 강동면 정동진리 산19-1 | [ 11 ]    |
| KBS강릉FM            | HLKR-FM  | 함백산 중계소       | FM 97.3MHz  | 3kW  | 강원 태백시 황지동 산176-1         |           |
| KBS전주FM            | HLKF-FM  | 모악산 송신소       | FM 100.7㎒  | 5kW  | 전북 김제시 금산면 금산리 산1      | [ 12 ]    |
| KBS전주FM            | HLKF-FM  | 노고단 중계소       | FM 104.5MHz | 3kW  | 전남 구례군 산동면 좌사리 산110-2  |           |
| KBS광주FM            | HLKH-FM  | 무등산 송신소       | FM 92.3㎒   | 5kW  | 광주 동구 용연동 산354-4           | [ 13 ]    |
| KBS광주FM            | HLCY-FM  | 망운산 송신소       | FM 94.5㎒   | 3kW  | 경남 남해군 서면 연죽리 산38       |           |
| KBS목포FM            | HLKN-FM  | 양을산 송신소       | FM 98.3㎒   | 1kW  | 전남 목포시 상동 산55-12           | [ 14 ]    |
| KBS대구FM            | HLKG-FM  | 팔공산 송신소       | FM 89.7㎒   | 5kW  | 대구 동구 용수동 산1               | [ 15 ]    |
| KBS대구FM            | HLCR-FM  | 학가산 송신소       | FM 88.1㎒   | 3kW  | 경북 안동시 북후면 신전리 산69     |           |
| KBS대구FM            | HLCP-FM  | 조항산 송신소       | FM 93.5㎒   | 3kW  | 경북 포항시 동해면 석리 산94-1     |           |
| KBS대구FM            | HLCU-FM  | 삼각봉 송신소       | FM 94.1㎒   | 250W | 경북 울릉군 울릉읍 사동리 산29-1   |           |
| KBS제주FM            | HLKS-FM  | 견월악 송신소       | FM 96.3㎒   | 3kW  | 제주 제주시 봉개동 산78-1          | [ 16 ]    |
| KBS제주FM            | HLKS-FM  | 삼매봉 중계소       | FM 99.9㎒   | 3kW  | 제주 서귀포시 서홍동 822-1         |           |
| KBS울산FM            | HLQB-FM  | 무룡산 송신소       | FM 101.9㎒  | 3kW  | 울산 북구 화봉동 산1-3             |           |
| KBS부산FM            | HLKB-FM  | 황령산 송신소       | FM 92.7㎒   | 5kW  | 부산 부산진구 전포1동 산50-1       | [ 17 ]    |
| KBS창원FM            | HLAI-FM  | 불모산 송신소       | FM 93.9㎒   | 1kW  | 경남 창원시 성산구 천선동 산213-8  |           |
| KBS창원FM            | HLCJ-FM  | 망진산 송신소       | FM 89.3㎒   | 1kW  | 경남 진주시 망경동 631             | [ 18 ]    |
| KBS창원FM            | HLCJ-FM  | 감악산 송신소       | FM 92.1㎒   | 3kW  | 경남 거창군 남상면 무촌리 산13     |           |
| KBS대전FM            | HLKI-FM  | 계룡산 송신소       | FM 98.5㎒   | 5kW  | 충남 계룡시 신도안면 부남리 산11-5 | [ 19 ]    |
| KBS대전FM            | HLKI-FM  | 식장산 중계소       | FM 102.1㎒  | 3kW  | 대전 동구 낭월동 300               | 청주 송출 |
| KBS청주FM            | HLKQ-FM  | 우암산 송신소       | FM 94.1㎒   | 1kW  | 충북 청주시 상당구 수동 산2-1      | [ 20 ]    |
| KBS청주FM            | HLKQ-FM  | 금적산 중계소       | FM 94.1㎒   | 100W | 충북 보은군 보은읍 풍취리 산11-5   |           |
| KBS충주FM            | HLCH-FM  | 가엽산 송신소       | FM 100.3㎒  | 3kW  | 충북 음성군 음성읍 용산리 산11-4   | [ 21 ]    |

## 프로그램을 송출하는 지역별 방송국
- 한국방송공사 (프로그램 제작국)
- KBS춘천방송총국 (강원특별자치도 영서 중북부 일원)
- KBS원주방송국 (강원특별자치도 영서 남부 일원)
- KBS강릉방송국 (강원특별자치도 영동 일원)
- KBS광주방송총국 (광주광역시, 전라남도 중북부) <본사 수중계>
- KBS목포방송국 (전라남도 서남부) <본사 수중계>
- KBS순천방송국 (전라남도 동부) <본사 수중계>
- KBS청주방송총국 (충청북도 중·남부, 세종특별자치시 일원)
- KBS충주방송국 (충청북도 북부 일원)
- KBS대구방송총국 (대구광역시, 경상북도 남부)
- KBS포항방송국 (경상북도 동해안 일원) <대구 수중계>
- KBS안동방송국 (경상북도 북부 일원) <대구 수중계>
- KBS창원방송총국 (경상남도 중부)
- KBS진주방송국 (경상남도 서부) <창원 수중계>
- KBS대전방송총국 (대전광역시, 세종특별자치시, 충청남도 일원)
- KBS전주방송총국 (전북특별자치도 일원) <본사 수중계>
- KBS제주방송총국 (제주특별자치도 일원) <본사 수중계>
- KBS울산방송국 (울산광역시, 경상남도 동부 일부) <본사 수중계>
- KBS부산방송총국 (부산광역시, 경상남도 동부 일부) <본사 수중계>

## 같이 보기
- KBS 제2FM
- OBS 라디오
- Gugak FM
- 국회방송